# لنا (شهرستان ایلیشفسکی، باشقیرستان)
لنا (انگلیسی: Lena, Ilishevsky District, Republic of Bashkortostan) یک شهرک در شهرستان ایلیشفسکی استان باشقیرستان کشور روسیه است.